# Anthriscus sylvestris
Anthriscus sylvestris é uma espécie de planta com flor pertencente à família Apiaceae. 
A autoridade científica da espécie é (L.) Hoffm., tendo sido publicada em Genera Plantarum Umbelliferarum 40. 1814.
Os seus nomes comuns são cicuta, cicuta-dos-prados, cicutária-dos-prados ou erva-cicutária.

## Portugal
Trata-se de uma espécie presente no território português, nomeadamente em Portugal Continental.
Em termos de naturalidade é nativa da região atrás indicada.

## Protecção
Não se encontra protegida por legislação portuguesa ou da Comunidade Europeia.